# Yuko Sano
Yuko Sano, född 26 juli 1979 i Takatsuki, är en japansk volleybollspelare. Sano blev olympisk bronsmedaljör i volleyboll vid sommarspelen 2012 i London.